# مانالالوندو
مانالالوندو (به لاتین: Manalalondo) یک منطقهٔ مسکونی در ماداگاسکار است که در آریوونیمامو (بخش) واقع شده‌است.
 مانالالوندو  ۱۶٬۰۰۰ نفر جمعیت دارد و ۱٬۶۶۱ متر بالاتر از سطح دریا واقع شده‌است.